# Rathaus Trebbin

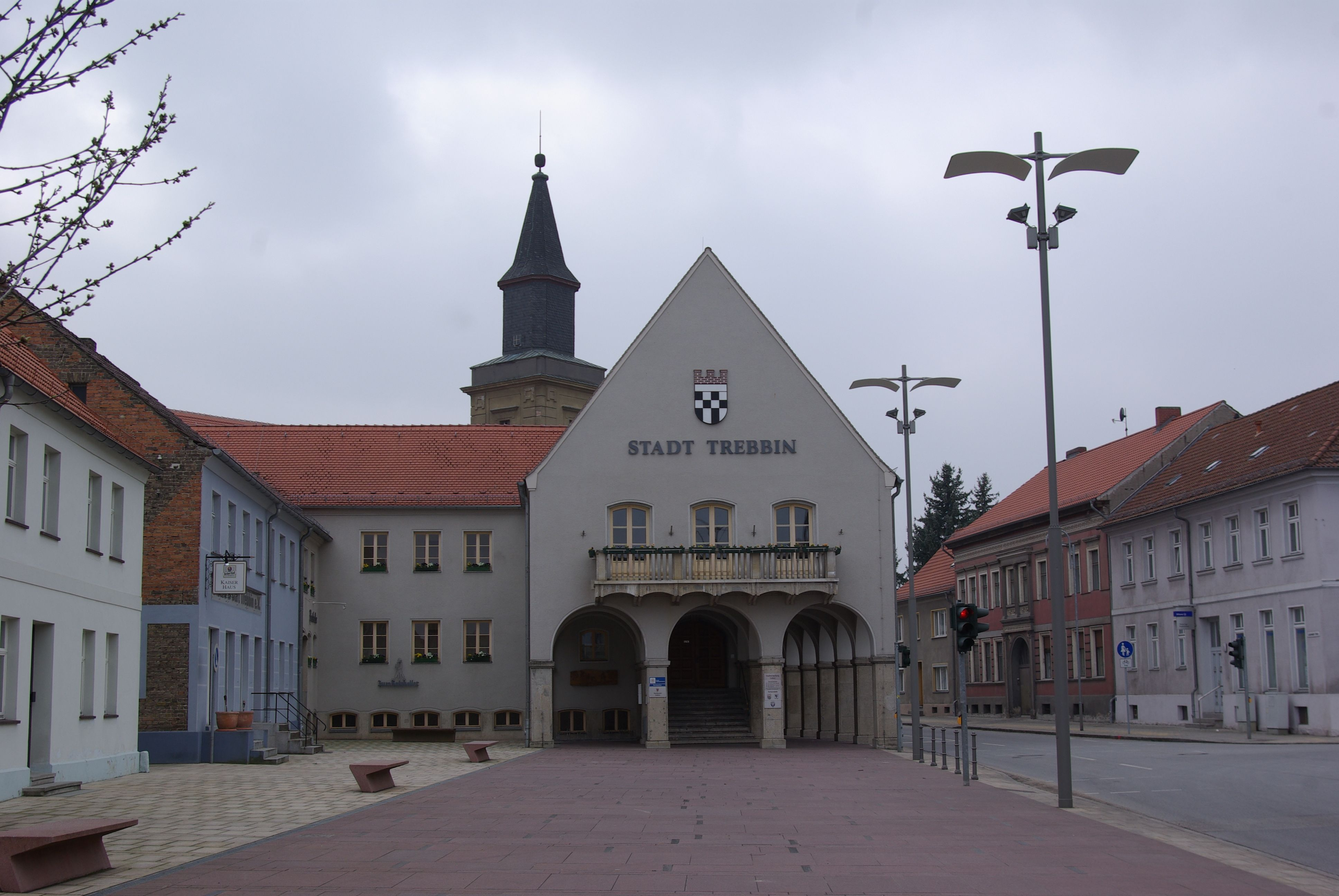
Rathaus Trebbin

Das Rathaus Trebbin ist ein Baudenkmal in der Stadt Trebbin im Landkreis Teltow-Fläming im Land Brandenburg.

## Architektur und Geschichte
Das Rathaus entstand im Jahre 1939, an der gleichen Stelle des abgerissenen Vorgängerbaus von 1797. Verantwortlich für die Architektur waren die Berliner Architekten Max Säume und Günther Hafemann. Das Gebäude ist im historisierenden Stil ausgeführt. Dies äußert sich insbesondere durch die Gerichtslaube unter der sich der Zugang zum Haupteingang befindet und den Satteldächern der verschiedenen Gebäudeflügel. Der Innenbereich mit dem Sitzungssaal im Obergeschoss mit der originalen Wandvertäfelung u. a. ist weitestgehend im Original erhalten. Gegenüber dem Rathaus, in der Luckenwalder Straße 2, befindet sich ein Wohnhaus, das ebenfalls ein Baudenkmal ist.